# قبولی با وقوع حادثه
قبولی با وقوع حادثه (انگلیسی: Pass by catastrophe) در محیط‌های آموزشی یک تصور رایج است با این مضمون که اگر حادثه‌ای بزرگ مانند حملات تروریستی یا بلایای طبیعی رخ دهد، افراد تحت تأثیر این رویداد، به‌طور خودکار نمرهٔ قبولی دریافت می‌کنند، به این بهانه که دیگر هیچ روش عادلانه‌ای برای سنجش شایستگی آن‌ها وجود ندارد و نباید به دلیل فاجعه، مجازات تحصیلی شوند.

## نمونه‌ها
- اگر فردی در جلسهٔ امتحان بمیرد، تمام حاضران در آن جلسه به‌صورت خودکار قبول می‌شوند.[۱]
- با وقوع حوادثی مانند زلزله، سیل یا طوفان در حین امتحان، همه نمرهٔ قبولی می‌گیرند.[۲]
- اگر یک دانشگاه کاملاً تخریب شود یا در آتش بسوزد، تمام دانشجویان فعلی بی‌درنگ مدرک لیسانس دریافت می‌کنند.[۳]
- اگر دانشجویی توسط اتوبوس دانشگاه زیر گرفته شود، هزینهٔ تحصیل رایگان به او تعلق می‌گیرد.[۴][۵][۶]

رایج‌ترین روایت این داستان‌ها این است که اگر هم‌اتاقی دانشجو خودکشی کند، آن دانشجو نمرات کامل در تمام دروس آن ترم را دریافت می‌کند. این نسخه حتی به سریال‌های تلویزیونی و فیلم‌هایی مانند مرد مرده در محوطه دانشگاه (۱۹۹۸) نیز راه یافته است.
جان هارولد برونوند، متخصص افسانه‌های شهری، با بررسی ادعای اعطای نمرات ممتاز به دانشجویی که هم‌اتاقی‌اش خودکشی می‌کند، نتوانست هیچ دانشگاه یا کالجی را بیابد که چنین قانونی داشته باشد. جامعه‌شناس ویلیام اس. فاکس نیز این افسانه و نسخه‌های جایگزین آن مانند اعمال قانون در صورت هرگونه مرگ هم‌اتاقی را توصیف کرد و تأکید نمود که این ادعا هیچ پایهٔ واقعی ندارد. پایگاه اینترنتی اسنوپس این داستان را کذب ارزیابی کرده است.

## در عمل
بسیاری از مدارس و مراجع آموزشی، اگرچه هیچ قانون کلی مطابق این افسانه را اجرا نمی‌کنند، ممکن است در موارد سختی‌های فردی برای دانشجویان، تسهیلات یا تعدیل‌هایی در نظر بگیرند. در بریتانیا، «شورای مشترک مدارک تحصیلی» به داوطلبانی که تمام شرایط امتحان را داشته‌اند اما در حین ارزیابی دچار بیماری موقت، آسیبدیدگی کوتاه‌مدت یا عارضهٔ دیگر شده‌اند، اجازه می‌دهد تا درخواست اصلاح نمره (تا ۵٪) دهند. اگر داوطلب واجد شرایط، پیش از تکمیل امتحان فوت کند، می‌توان گواهی افتخاری درخواست کرد، اما این گواهی هیچ ارزش آکادمیک ندارد.
در ایالت ویکتوریای استرالیا، دانش‌آموزان آزمون GAT (ارزیابی عمومی پیشرفت تحصیلی) را در میانهٔ سال تحصیلی می‌گذرانند. اگر رویدادی رخ دهد که بر عملکرد آنها در امتحانات نهایی اثر بگذارد، نتایج نهایی بر اساس نمرات آن دوره تحصیلی و نمرات GAT محاسبه خواهد شد.
در ۱۲ نوامبر ۲۰۱۹، پلیس هنگ‌کنگ به دانشگاه چینی هنگ‌ کنگ یورش برده و خسارات جدی به آن وارد کرد. در پی این رویداد، مدیریت دانشگاه پایان ترم تحصیلی را دو هفته زودتر از موعد اعلام نمود. کلیه دانشجویان اجازه یافتند ترم بعدی را با کلاس‌های آنلاین آغاز کنند و برای ارزیابی عملکرد تحصیلی دانشجویان در ترم کوتاه‌شده نیز تمهیدات ویژه اندیشیده شد.
در همه‌گیری کووید-۱۹ در ۳۱ دسامبر ۲۰۱۹، برخی دانشجویان در آمریکا و کانادا خواستار اعمال سیاست‌های «گذر از فاجعه» یا همان قبولی با وقوع حادثه شدند. در پاسخ، بسیاری از دانشگاه‌ها و مؤسسات پیش‌دانشگاهی، سیستم نمره‌دهی را به قبول/رد (Pass/Fail) تغییر دادند تا جایگزین نمرات الفبایی مرسوم شود.